# The Tribe
The Tribe is een Nieuw-Zeelandse dramaserie die van 1999 tot 2003 uitgezonden werd door de Engelse televisiezender Channel 5. De serie werd geproduceerd door Cloud Nine en is gecreëerd door Harry Duffin en Raymond Thompson.
In Nederland wordt de serie sinds 1999 uitgezonden. Als eerste door de zender RTL 4. Tijdens het tweede seizoen werd The Tribe verplaatst naar Yorin, die de serie meermalig heeft herhaald vanaf seizoen 1. Uiteindelijk werd de serie weer verplaatst, naar RTL 5 waar de serie tot 2007 werd uitgezonden.
De serie gaat over een groep tieners, de Mallrats, die moeten overleven in een wereld zonder volwassen. De volwassenen zijn allemaal uitgeroeid door een virus. De overlevende tieners hebben zich verzameld in groepen, Tribes, en proberen samen te overleven en niet dezelfde fouten als de volwassenen te maken. De tribe waar de serie zich het meest op richt zijn de Mallrats. Zij houden zich schuil in een verlaten winkelcentrum, de Mall, vandaar de naam Mallrats.

## Verhaal

### Intro
Er zijn vijf seizoenen van The Tribe gemaakt, met elk 52 afleveringen. De hele serie beslaat dus 260 afleveringen.
De serie start ongeveer negen maanden nadat alle volwassenen uitgeroeid zijn door een virus. Het verhaal gaat over de overleving van de kinderen en tieners die op zichzelf staan in een onbekende stad. De wereld is een hel geworden van verwarring, gevaar en angst. Zonder volwassenen om de kinderen te begeleiden en zonder regels staan de kinderen alleen en moeten ze een nieuwe wereld bouwen om in te leven. Vrijwel alle kinderen hebben zich verzameld in groepen, tribes, die allemaal hun eigen wijze van leven en denken hebben.
De serie richt zich het meest op de tribe de Mall Rats. De leden van deze tribe worden geconfronteerd met de problemen van techniek (stromend schoon water, elektriciteit) en moraliteit. De kinderen moeten omgaan met zowel hun eigen tienerproblemen (liefde, angst, verraad, ambities, vriendschap) als de grotere problemen (het virus, verschillende tribes die de macht over willen nemen).

### Seizoen 1
Amber en Dal dwalen rond over straat wanneer ze op Cloe, Patsy, Paul en Salene stuiten. Ze worden aangevallen door Lex, Ryan en Zandra, die naar eten zoeken, en zoeken onderdak in een verlaten winkelcentrum waar Jack woonde sinds zijn vader overleed. Gezien de voordelen die het winkelcentrum (the Mall) biedt, besluiten ze te blijven. Lex en Ryan beloven de nieuw gevormde tribe te beschermen in ruil voor eten en onderdak. Snel komen Bray en de hoogzwangere Trudy bij de tribe. De meerderheid van de tribe is ertegen dat ze blijven, maar ze veranderen van gedachten als de baby is geboren.
Tijdens een bindingsritueel, uitgevoerd door Tai-San, besluiten ze zich de Mall Rats te noemen.
Tijdens dit seizoen worstelen de Mall Rats om te overleven in de nieuwe wereld. Ze worden geconfronteerd met water- en voedseltekorten. Jack en Dal werken aan een windturbine die ze in staat stelt accu's te ruilen voor voedsel. De leden van de Mall Rats vinden het in het begin erg moeilijk om met elkaar te leven. Ze hebben allemaal een andere mening en stellen hun eigen behoeften voorop. Amber, Bray en Lex strijden om het leiderschap over de tribe en stemmen uiteindelijk in om de verantwoordelijkheden te delen. Amber houdt zich bezig met het dagelijks management, Bray zorgt voor eten en Lex regelt de beveiliging. De tribe-leden hebben ook nog te maken met persoonlijke problemen binnen de tribe. Trudy lijdt aan postnatale depressie en Patsy's broertje, Paul, verdwijnt spoorloos. Salene lijdt aan Boulimie, maar vindt steun bij Ryan en Trudy.
De Mall Rats moeten zich ook beschermen tegen buitenstaanders. Jack vindt een alarmsysteem uit dat afgaat als er een inbreker is. Wanneer Zoot per ongeluk overlijdt in een gevecht met Lex, gaan de Loco's naar hem op zoek. De Mall Rats nemen deel aan een Tribal Gathering (een ontmoeting van alle tribes uit de stad) en proberen vergeefs om de tribes over te halen om tegen de Loco's te strijden. Nadat KC alles heeft verloren met gokken, valt de tribe Tribe Circus de Mall binnen en laat de Mall Rats achter in een brandende Mall. Ze worden gered door een onwaarschijnlijke samenwerking met de nieuwe leider van de Loco's, Ebony.
Wanneer de tweede golf van het virus de stad binnenkomt, besluiten de Mall Rats om informatie over het virus te zoeken in overheidsgebouwen. Ze hopen een vaccin te vinden. Bray, Amber, Dal en Lex vinden een vaccin op Hope Island. Wanneer Lex het virus krijgt forceert Ebony hem het vaccin te drinken om de effecten ervan te zien. Lex hersteld volledig en de Mall Rats verlaten, samen met Ebony, de Mall om naar Eagle Mountain te reizen, om daar meer informatie over het virus te vinden. Eenmaal daar aangekomen vinden ze geen formule voor het virus en overwegen om ieder hun eigen weg te gaan. Opeens is er een Spaans bericht gericht aan het ruimte observatiecentrum Eagle Mountain: "Vaya con Dios" ("Ga met God") en de Mall Rats wordt verteld dat zij de enige hoop zijn voor de mensheid...

### Seizoen 2
Het tweede seizoen start op Eagle Mountain, waar op dat moment de generator vlam vat. Amber en Zandra overlijden in de explosie die volgt. De Mall Rats zijn radeloos, maar eindigen toch met het besluit om bij elkaar te blijven en op zoek te gaan naar het vaccin.
Nadat Tai-San de formule vindt en de rest van de tribe er niets over zegt, wordt zij de enige die weet hoe het vaccin gemaakt moet worden. De Mall Rats profiteren van hun nieuwe positie als machthebber en proberen om vrede en rust te creëren in de stad. Danni sluit zich aan bij de Mall Rats en stelt een Bill of Rights op in een poging tot verzoening van alle tribes. Lex en Alice, Tai-San's nieuwe bodyguard, overzien de beveiliging op de markt die in de Mall is gevestigd. Jack en Ellie, de zus van Alice, werken samen om meer informatie over de oorsprong van het virus te vinden en creëren een nieuwsblad voor de stad, genaamd The Amulet. Als de Mall Rats ontdekken dat ze het vaccin niet meer nodig hebben, vrezen ze dat de stad weer in chaos zal veranderen.
De Mall Rats worden geconfronteerd met de mysterieuze tribe The Chosen (de gekozen), geleid door The Guardian (de hoeder), die Zoot aanbidden als een God. Ze ontvoeren Brady en Trudy om hun Holy Trinity (Heilige Driehoek) te voltooien.
Als Trudy een paar maanden later terugkeert, weten de Mall Rats niet dat de Chosen haar gehersenspoeld hebben om de hele stad over te nemen samen met The Chosen. Ze ontvoeren mensen en zorgen ervoor dat de Mall Rats denken dat Ebony erachter zit. Alice en Ebony proberen de Mall Rats te waarschuwen, maar de Chosen infiltreren de stad en nemen iedereen in de Mall gevangen.

### Seizoen 3
Aan het begin van het seizoen hebben de Chosen en de Supreme Mother (Oppermoeder), Trudy, de Mall overgenomen. De Mall Rats moeten kiezen tussen om zich aan te sluiten bij de Chosen of voor ze te werken als slaven. Jack wordt afgevoerd wanneer hij probeert om een ontsnapping voor zijn vrienden te organiseren. Lex, Ebony, Dal en Bray worden gered van de Chosen door Pride, die hen meeneemt naar zijn tribe, de Eco's. Hun leider is Amber, wiens dood was vervalst door Ebony op Eagle Mountain. Amber is in eerste instantie tegen een strijd tegen de Chosen, ze verandert echter van gedachten als Dal overlijdt.
De rebellen bevrijden Trudy van de beheersing van de Guardian en werven nieuwe tribes om de strijd te helpen winnen.
In de Mall Patsy en Cloe sluiten zich aan bij de Chosen als spionnen, maar worden weggestuurd als ze ontdekt worden. Alice overtuigt Ellie ervan om dichter bij Luke, de Guardian's luitenant, te komen om zo de Chosen ten val te brengen. Ryan weigert om de Chosen controle over zijn leven te geven en wordt afgevoerd. Salene, bang voor het leven van haar ongeboren baby, stemt ermee in om de bevelen van de Chosen op te volgen maar heeft een miskraam als ze van de trap valt.
Aan het einde van het seizoen bestormen de rebellen de Mall en verslaan de Chosen. De Guardian wordt gevangengenomen, maar de leiders van de stad worden het niet eens over wat er met hem moet gebeuren. Ebony wordt gekozen als stadsleider en als Bray en Amber (die zwanger is) ervoor zorgen dat Ebony de Guardian niet executeert, verbant ze Bray en Amber uit de stad. De Guardian ontsnapt met Luke als er een mysterieus vliegtuig de stad nadert.

### Seizoen 4
Het seizoen begint met de invasie van de Techno's. Ze bezitten geavanceerde technologie en de Mall Rats zijn hulpeloos tegen hen. Ze overvallen de Mall en nemen Alice, KC, Tai-San, May, Andy en Tally mee om ze te laten werken in een van hun werkkampen. Tijdens een poging om de Techno's te overmeesteren wordt Jack gevangengenomen. Bray wordt ook gevangengenomen terwijl Amber op het punt staat te bevallen. Trudy vindt haar en ze sluiten zich aan bij de Eco's met hun baby's.
Ebony probeert een deal te sluiten met Jay, een Techno-generaal, om nog wat macht in de stad te behouden. Ellie, die Ebony de schuld geeft voor Jack's verdwijning, probeert Ebony te vermoorden en wordt weggestuurd naar een werkkamp. De Techno's lijken vordering en orde in de stad te willen creëren. Maar hun leider, Ram, experimenteert met een nieuw virtueel spel op mensen, met de hulp van Jay's broer, Ved. Amber is een onwillende deelnemer van het spel en realiseert zich dat de Techno's gestopt moeten worden. Ebony trouwt, met tegenzin, met Ram, maar ze verraadt hem en vlucht uit de stad met Jay, die te weten is gekomen wat de echte plannen van Ram zijn. De Mall Rats slagen erin om Ram te verslaan door hem gevangen te nemen in virtual reality (VR), met de hulp van zijn luitenant, Mega.

### Seizoen 5
In dit seizoen is Mega de nieuwe leider van de Techno's. Hij heeft plannen om de stad over te nemen en wordt daarbij geholpen door Java, die Ebony manipuleert met behulp van VR. Ebony, ervan overtuigd dat Zoot terug is, en haar zussen, Java en Siva, starten een nieuwe tribe, de Zootists, en nemen de leiding over de buitenste delen van de stad. De Mall Rats proberen uit te vinden wat er met al hun vrienden gebeurd is die verdwenen zijn bij de inval van de Techno's. Amber is radeloos wanneer ze ontdekt dat Bray is verwijderd (deleted) en Lex zoekt wanhopig naar Tai-San.
Slade red Ram en brengt hem naar het plattelandsdorpje Liberty. Slade hoopt dat Ram hem kan helpen met het verslaan van Mega. Jack is vrij gelaten en keert terug naar de Mall, waar iedereen probeert te wennen aan de nieuwe regels van Mega. Elke burger moet deelnemen aan het werk voor de stad en moet een barcode dragen voor identificatie.
Amber en Jay gaan twijfelen aan de doelen van Mega wanneer hij Amber's zoon, Bray Jr., bedreigt. Zij beginnen in het geheim tegen hem te werken, met de hulp van Jack, die vrijwillig voor Mega gaat werken. Ebony realiseert zich dat Java haar manipuleert en verlaat de Zootists. Ze sluit zich aan bij Slade en de opstand. Jack steelt informatie uit Mega's computer en vlucht naar Liberty, waar hij, met de hulp van Ram, de beveiliging van de stad uitschakelt. De rebellen vallen de stad aan en vangen Mega.
Ram neemt de controle van Mega's computer over en installeert zijn eigen programma. Maar dit programma wordt oncontroleerbaar en dreigt een nieuw dodelijk virus over de stad vrij te laten. Mega overlijdt terwijl hij probeert het programma te stoppen, maar het lukt hem niet en de Mall Rats vertellen iedereen dat ze de stad moeten evacueren. De Mall Rats ontsnappen allemaal met een boot, terwijl het virus zich verspreidt door de stad.

## Rolverdeling
Seizoen 1
- Caleb Ross als Lex (1999-2003)
- Meryl Cassie als Ebony (1999-2003)
- Antonia Prebble als Trudy (1999-2003)
- Victoria Spence als Salene (1999-2003)
- Beth Allen als Amber (1999; 2001-2003)
- Michael Wesley-Smith als Jack (1999-2003)
- Dwayne Cameron als Bray (1999-2001)
- Jaimee Kaire-Gataulu als Cloe (1999-2002)
- Michelle Ang als Tai-San (1999-2001)
- Ari Boyland als KC (1999-2001; 2003)
- Ryan Runciman als Ryan (1999-2001)
- Sarah Major als Patsy (1999-2001)
- Ashwath Sundarasen als Dal (1999-2000)
- Daniel James als Zoot/Martin (1999-2003)
- Amy Morrison als Zandra (1999)
- Zachary Best als Paul (1999)
- David Taylor als Sasha (1999)
- Beanie Palmer als Brady #1 (1999)
- Kiriana Chase als Brady #2 (1999)

Seizoen 2
- Jennyfer Jewell als Ellie (1999-2003)
- Laura Wilson als May (2000-2003)
- Vanessa Stacey als Alice (1999-2001; 2003)
- Damon Andrews als The Guardian (1999-2001)
- Ella Wilks als Danni (1999-2000)
- Story Rose & Eva Rose als Brady #3 (1999-2000)
- Ariel Garland als Brady #4 (1999-2000)

Seizoen 3
- Nick Miller als Pride (2000-2003)
- Jacob Tomuri als Luke (2000-2001)
- James Ordish als Andy (2001)
- Amelia Reynolds als Tally (2001)
- Bevin Linkhorn als Ned (2001)
- Georgia-Taylor Woods als Brady #5 (2001-2003)

Seizoen 4
- James Napier als Jay (2002-2003)
- Tom Hern als Ram (2002-2003)
- Jacinta Wawatai als Mouse (2002-2003)
- Monique Cassie als Siva (2002-2003)
- Megan Alatini als Java (2002-2003)
- Lucas Hayward als Sammy (2002-2003)
- Calen Maiava-Paris als Mega (2002-2003)
- Kelly Stevenson als Dee (2002)
- Dan Weekes-Hannah als Ved (2002)
- Morgan Palmer Hubbard als Patch (2002)
- Charley Murphy Samau als Charlie (2002)
- Lucas Hill als Bray Jr. #1 (2002-2003)

Seizoen 5
- Fleur Saville als Ruby (2003)
- Matt Robinson als Slade (2003)
- Joseph Crawford als Darryl (2003)
- Vicky Rodewyk als Gel (2003)
- Beth Cloth als Lottie (2003)
- Adam Sondej als Bray Jr. #2 (2003)

## Einde van de serie
Seizoen 6 stond gepland om gefilmd te worden in 2003, alleen stond Channel 5 niet meer achter de serie vanwege de inhoud die zij steeds minder geschikt vonden voor de oorspronkelijk doelgroep, dus werd de serie gestopt. De scripts van de eerste twee afleveringen van seizoen 6 zijn opgenomen op de dvd van seizoen 5.
Zoals vaak met gestopte series zijn er verschillende geruchten geweest dat de serie zou doorgaan via bijvoorbeeld een tekenfilmserie of via direct naar dvd. Maar zoals aangegeven op de officiële Tribe website zijn bijna alle acteurs met andere series bezig of doen wat anders dan acteren. Zo heeft Meryl Cassie (Ebony) een tijdje terug het leven geschonken aan een zoon, haar zus Megan Alatini (Java) is te zien in de Nieuw-Zeelandse versie van Dancing with the Stars en Michael Wesley-Smith (Jack) is onlangs afgestudeerd als advocaat.

## Spin-off: The New Tomorrow
Cloud Nine heeft een Spin-off gemaakt voor de Tribe-serie, gericht op een wat jonger publiek (8-12). Deze serie volgt een andere, wat jongere groep Tribeleden in een ander gedeelte van de zogenaamde Tribeworld en later in de tijd. Deze serie heet The Tribe: The New Tomorrow en werd in 2005 uitgezonden op de Britse Channel 5. De serie was niet succesvol genoeg voor Channel 5 aangezien er niet meer dan 1 seizoen gemaakt werd.